# ماريون غراي
ماريون غراي (بالإنجليزية: Marion Gray)‏ هي مصورة أمريكية، ولدت في 14 سبتمبر 1934 في أوكلاند في الولايات المتحدة، وتوفيت في 2 سبتمبر 2016 في Mission District, San Francisco ‏ في الولايات المتحدة.